# Pukhulachhi
Pukhulachhi (nep. पुखुलाछी) – gaun wikas samiti w środkowej części Nepalu w strefie Bagmati w dystrykcie Katmandu. Według nepalskiego spisu powszechnego z 2001 roku liczył on 538 gospodarstw domowych i 2746 mieszkańców (1402 kobiet i 1344 mężczyzn).